# Lamprogaster stenoparia
Lamprogaster stenoparia är en tvåvingeart som beskrevs av Friedrich Georg Hendel 1914. Lamprogaster stenoparia ingår i släktet Lamprogaster och familjen bredmunsflugor. Inga underarter finns listade i Catalogue of Life.